# Наумов, Степан Степанович
Нау́мов, Степан Степанович (ок. 1849 года Липовец Киевской губернии —
24 ноября (7 декабря) 1905, Одесса) — украинский революционер.
Степан Степанович родился в городке Липовцы Киевской губернии (ныне город Липовец, Винницкой области Украины). С 1868 года работал в одной из типографий города Одессы. С 1875 года активный участник первого в Российской империи революционного объединения рабочих «Южнороссийский союз рабочих». Степан Степанович входил в число руководителей союза и, пользуясь своим служебным положением, тайно печатал и распространял нелегальную в то время в Российской империи литературу. В 1876 году в результате предательства союз был разгромлен, Степан Степанович был арестован и выслан в Сибирь. В 1884 году ему удалось вернуться в Курск, а в 1905 году, незадолго до своей смерти, он принял участие в Первой русской революции.